# Emmanuel Joseph Sieyès

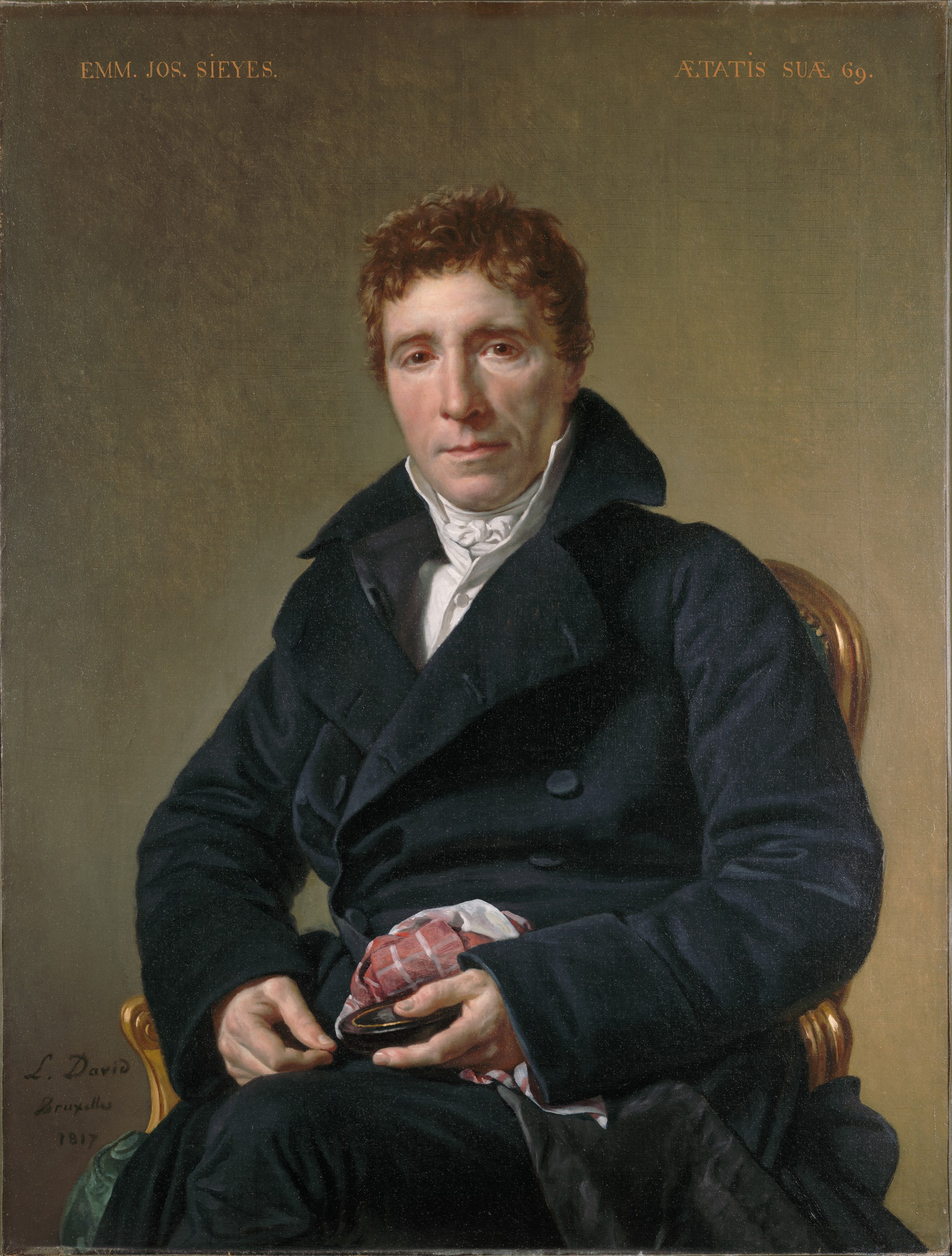
Porträt Emmanuel Joseph Sieyès’ von Jacques-Louis David aus dem Jahr 1817. Sieyès’ Unterschrift:

Emmanuel Joseph Sieyès ([sjejɛs], seit 1808 Graf), auch: l’abbé Sieyès (* 3. Mai 1748 in Fréjus; † 20. Juni 1836 in Paris), war ein französischer Priester (Abbé) und Staatsmann, einer der Haupttheoretiker der Französischen Revolution und der Ära des Französischen Konsulats. Sein wohl bekanntestes Werk war Qu’est-ce que le Tiers-État? (Was ist der Dritte Stand?) vom Januar 1789.

## Leben und Wirken

### Aufstieg im Klerus
Er war der Sohn eines Angestellten des Fiskus und Postmeisters. Durch Stipendien gefördert konnte Sieyès am Priesterseminar St. Sulpice in Paris studieren. Dort kam er mit den Lehren John Lockes, Condillacs und anderer politischer Denker der Aufklärung in Berührung und vernachlässigte die Theologie.
Gleichwohl wurde er im Jahr 1774 zum Priester geweiht und war ab 1775 Kanoniker in Tréguier. Dank seiner Gelehrsamkeit und Scharfsinnigkeit stieg er in der kirchlichen Hierarchie auf. Seit 1780 diente er dem Bischof von Chartres als Generalvikar. Bereits in den Jahren 1787 und 1788 war er Mitglied der Provinzialstände der Provinz Orléanais für den Klerus seiner Diözese.

### Politischer Schriftsteller und politische Einordnung

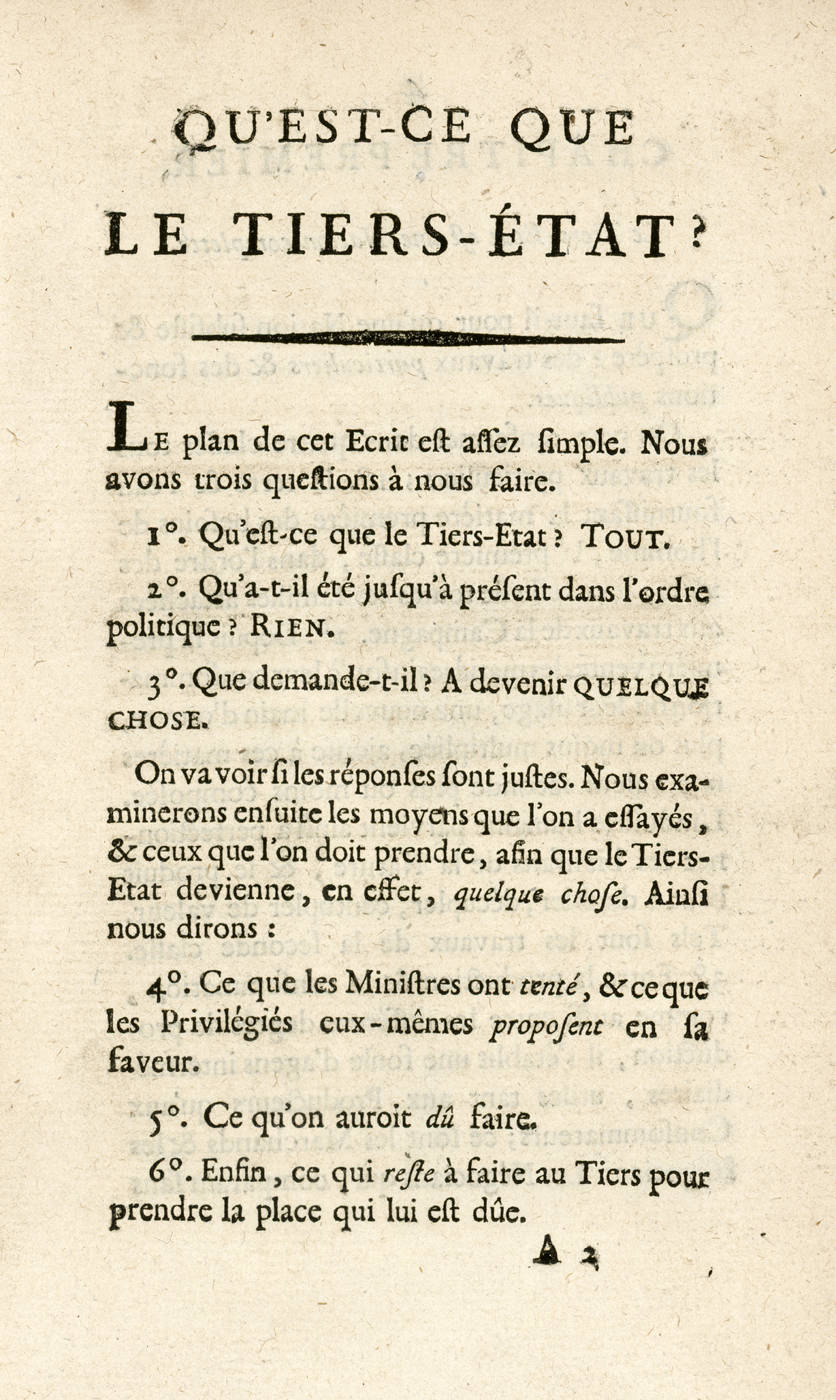
Sieyès Pamphlet aus dem Jahr 1789

In dieser Zeit kam er in Kontakt mit radikalen politischen Salons der Aufklärer in Paris und wurde wohl Freimaurer. Er gehörte zur sogenannten Philosophenloge Neuf Sœurs in Paris und wurde wie auch andere ihrer Mitglieder zudem Teil der Gesellschaft der Dreißig.
Nach der Ankündigung der Generalstände im Sommer 1788 trat er als politischer Schriftsteller erstmals hervor. Innerhalb kurzer Zeit veröffentlichte er mehrere umfangreiche Schriften. In diesen stellte der Aufklärer die bisherige ständische Ordnung in Frage und plädierte für eine gewählte Repräsentativversammlung als gesetzgebende Körperschaft. Seine bekannteste Schrift war Qu’est-ce que le Tiers État? (Was ist der Dritte Stand?) vom Januar 1789. Diese ist die bis heute auflagenstärkste politische Flugschrift geblieben. Sie gilt als programmatisch für den modernen Begriff der Nation, da Sieyès darin alle Menschen, gleich welcher Herkunft, die sich den Idealen der Französischen Revolution verpflichtet fühlen, dem dritten Stand zurechnet.
Seine Schrift beginnt er mit folgenden Fragen und Antworten:

« 1. Qu’est-ce que le tiers état ? – Tout. 2. Qu’a-t-il été jusqu’à présent dans l’ordre politique ? – Rien. 3. Que demande-t-il ? – À y devenir quelque chose. »

„1. Was ist der Dritte Stand? – Alles. 2. Was ist er bisher in der politischen Ordnung gewesen? – Nichts. 3. Was fordert er? – Etwas zu sein.“

Es wird vermutet, dass er diese Formulierung Nicolas Chamfort verdankt. Weiter schreibt er in diesem Pamphlet über die herrschenden politischen Verhältnisse:

„Hat man beachtet, daß wir diese Ordnung der Dinge, die bei uns aus niedrigen Beweggründen und, ich wage es zu sagen, aus viehischer Dummheit respektiert wird, verachtenswert, monströs, allem handwerklichen Fleiß abträglich, gesellschaftlichen Fortschritten entgegengesetzt, vor allem aber erniedrigend für das menschliche Geschlecht im allgemeinen und unerträglich für Europäer im besonderen finden, wenn wir in der Geschichte des alten Ägyptens oder in den Reiseberichten über Indien davon lesen (etc. etc)?“

Sein Antagonismus gegen das Ancien Regime machte ihn zu Beginn der Revolution zum klassischen Patrioten. Anfangs Mitglied im Bretonischen Klub, dann bei den Jakobinern, wurde er mit der Zeit immer konservativer, was sich dann schon früh in seiner Beteiligung an den Gründungen der Gesellschaft von 1789 und dem Klub der Zweiundzwanzig zeigte. Nachdem er im Direktorium dann am ehesten dem Marais zuzuordnen war, endete er schlussendlich als Bonapartist, was ihm auch den Spitznamen der Maulwurf der Revolution zu sein einbrachte.

### Mitglied der Nationalversammlung

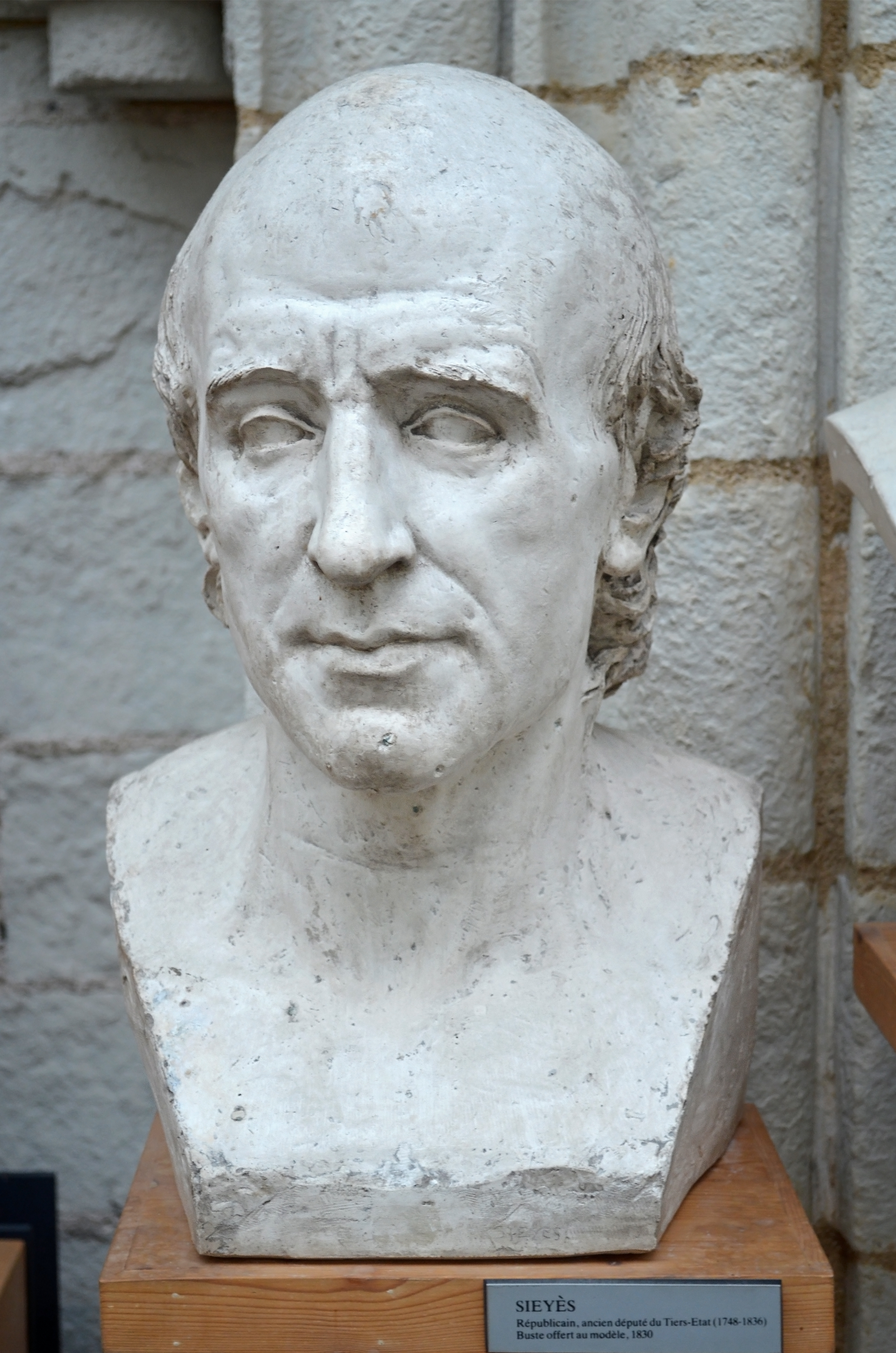
Sieyès von David d’Angers (1838).

Das Pamphlet erregte große Aufmerksamkeit und sein Autor wurde vom Dritten Stand, nicht vom Klerus, als letzter der zwanzig Pariser Abgeordneten in die Generalstände gewählt. Er gehörte dem Comité breton an und versuchte mit diesem, die Willensbildung der ungeordneten Masse der Abgeordneten zu strukturieren.
Trotz seines Versagens als Redner wurde sein Einfluss groß; er empfahl energisch die Erklärung der Ständeversammlung zur ständelosen Nationalversammlung. In der Folge hatte er erheblichen Anteil an der Ausgestaltung der Französischen Verfassung von 1791. Anfangs lehnte er die Abschaffung des Zehnten und die Konfiszierung von Kirchengütern ab, stimmte dem aber zu, als klar wurde, dass das Staatsdefizit durch die Säkularisation des Kirchenguts verkleinert werden könnte. Er unterstützte die Einführung der Zivilkonstitution des Klerus. Die Wahl zum Bischof lehnte er 1791 ab, weil er sich für die Laufbahn des Politikers entschieden hatte.
Im Komitee zur Ausarbeitung einer Verfassung, in das er gewählt worden war, lehnte er das Recht eines absoluten Vetos für den König ab, das Mirabeau erfolglos unterstützte. Im Verfassungsausschuss ging es ihm um die Schaffung einer modernen Nation als Zusammenschluss mündiger Bürger und er sprach sich für eine Repräsentativverfassung aus.
Er hatte beträchtlichen Einfluss bei der Gestaltung des Département-Systems, aber nach dem Frühjahr 1790 wurde er von Männern mit entschlossenerem Charakter verdrängt. Nur einmal wurde er in das Amt des zweiwöchigen Präsidenten der Nationalversammlung gewählt.
Da er als Mitglied der verfassungsgebenden Versammlung nicht in die gesetzgebende Versammlung wiedergewählt werden durfte, tauchte er wieder in der dritten Nationalversammlung auf, die man als Nationalkonvent bezeichnet (September 1792 bis September 1795). In dieser Versammlung wurde seine Zurückgezogenheit noch auffälliger; zurückzuführen war sie teilweise auf seine Empörung, teilweise auf seine Ängstlichkeit. Nach dem Terrorregime charakterisierte er sein Verhalten mit der ironischen Bemerkung J’ai vécu (Ich habe überlebt). Er stimmte für die Hinrichtung Ludwigs XVI., aber es ist bekannt, dass er viele der Vorschriften in den Konstitutionen der Jahre 1791 und 1793 missbilligte, wenngleich er wenig oder nichts tat, um sie zu verbessern. Insgesamt hielt sich Sieyès im Konvent im Hintergrund, wirkte aber am Sturz von Maximilien de Robespierre und von Antoine de Saint-Just aktiv mit. Er trat danach in den Wohlfahrtsausschuss ein. In diesem war er am Übergang zum Direktorialsystem beteiligt.

### Direktorium der Republik
In den Jahren zwischen 1795 und 1799 befürwortete Sieyès die französische Expansionspolitik. 1795 begab er sich auf eine diplomatische Mission nach Den Haag und war an der Verhandlung über einen Vertrag zwischen Frankreich und der Batavischen Republik beteiligt. Er wich von der 1795er Konstitution (des Direktoriums) in einigen Punkten ab, allerdings ohne Erfolg. Daraufhin lehnte er ab, als Direktor der Republik zu dienen. Im Januar 1798 reiste er als Generalbevollmächtigter Frankreichs an den Hof in Berlin, um zu versuchen, Preußen zu einem Zusammenschluss gegen die Zweite Koalition zu bewegen. Sein Verhalten war geschickt, jedoch scheiterte er mit seiner Hauptabsicht. Das mit seinem Namen verbundene Prestige führte dazu, dass er im Mai 1799 zum Direktor Frankreichs an Reubells Stelle gewählt wurde. Dabei hatte er bereits begonnen, Intrigen für einen Sturz des Direktoriums zu spinnen. Er machte sich nun daran, die Basis der Konstitution von 1795 zu unterminieren und verursachte schließlich die Schließung des neojakobinischen Club du Manège. Wegen eines zukünftigen Staatsstreichs näherte er sich General Barthélemy-Catherine Joubert an. Der Tod Jouberts in der Schlacht von Novi und die Rückkehr Napoleons aus Ägypten machten seine Pläne allerdings zunichte.

### Bündnis mit Napoleon
Schließlich kam er jedoch zur Übereinkunft mit dem jungen General Napoleon. Nach dem Staatsstreich am 18. Brumaire wurde er einer der drei Konsuln der Republik. Sieyès schrieb eine Verfassung nach seinen Vorstellungen, die aber von Bonaparte stark verändert wurde. Sieyès zog sich bald vom Posten eines provisorischen Konsuls zurück; er wurde daraufhin einer der ersten Senatoren. Nach dem Bombenattentat Ende 1800 (Nivôse-Affäre) verteidigte Sieyès im Senat das willkürliche und illegale Vorgehen, mit dem sich Bonaparte der führenden Jakobiner entledigte.

### Französische Akademie
Im Jahre 1795 wurde Sieyès eines der ersten Mitglieder der Académie des sciences morales et politiques, des neuen Institut de France.
Bei der Reorganisation des Instituts von 1803 wurde er in die zweite Klasse gewählt, wo er Sitz 31 einnahm, auf dem früher der Astronom und Politiker Jean-Sylvain Bailly, guillotiniert 1793, gesessen hatte.
Nach der Restauration von 1815 wurde Sieyès von der Akademie wegen seiner Rolle bei der Exekution von Ludwig XVI. als Régicide ausgeschlossen und durch den Marquis de Lally-Tollendal ersetzt, ernannt durch königlichen Beschluss.

### Spätere Jahre
Während des Kaiserreichs wurde er zum Grafen und 1815 zum Pair von Frankreich ernannt. Politisch spielte er aber kaum eine Rolle. Da er wegen seines Votums für die Hinrichtung Ludwigs XVI. als „Königsmörder“ galt, musste Sieyès 1816 ins Exil gehen. Er lebte in Brüssel. Erst nach der Julirevolution kehrte er zurück und starb 1836 in Paris.

## Bibliographie
- Essai sur les privilèges, 1788
  - Rolf Hellmut Foerster (Hrsg.): Emmanuel Joseph Sieyès, Abhandlung über die Privilegien. Was ist der dritte Stand? Insel, Frankfurt am Main 1968.
- Qu'est-ce que le tiers état?, 1789
- Vues sur les moyens d'exécution dont les représentants de la France pourront disposer en 1789, 1789
- Préliminaire de la Constitution françoise. Reconnoissance et exposition raisonnée des droits de l'homme & du citoyen, 1789
- Dire de l'abbé Sieyès, sur la question du Veto royal, à la séance du 7 septembre 1789, 1789

## Werkausgaben
- Emmanuel Sieyès” Politische Schriften ... nebst zwei Vorreden über sienes Lebensgeschichte, seine politische rolle, seinen Charakter, seinen Schriften, etc. Erster Band; Zweiter Band, 1796
- Oliver W. Lembcke, Florian Weber (Hrsg.): Emmanuel Joseph Sieyès. Was ist der Dritte Stand? Ausgewählte Schriften (= Schriften zur europäischen Ideengeschichte. Band 3). Akademie Verlag, Berlin 2010, ISBN 978-3-05-004561-0 (Rezension).
- Eberhard Schmitt, Rolf Reichardt (Hrsg.): Emmanuel Joseph Sieyès: Politische Schriften 1788 bis 1790. Mit Glossar und kritischer Sieyès-Bibliographie, Reihe: Ancien Régime, Aufklärung und Revolution 5, Oldenbourg/De Gruyter 1975, 2. Auflage 1981.